# Halina Kobeckaitė
Halina Kobeckaitė (ur. 20 grudnia 1939 w Trokach) – litewska filozof, dziennikarka i tłumaczka, działaczka karaimskiej mniejszości narodowej, wieloletnia ambasador Litwy w Estonii, Turcji, Azerbejdżanie i Uzbekistanie, Finlandii.

## Życiorys
Urodziła się w Trokach w rodzinie karaimskiej. Jej ojcem był Szymon Kobecki. W 1962 ukończyła studia dziennikarskie na Wileńskim Uniwersytecie Państwowym, po czym studiowała filologię uzbecką na Taszkienckim Uniwersytecie Państwowym (1962–1963). Po powrocie do kraju w latach 1964–1967 wykładała estetykę w Kowieńskim Instytucie Medycznym. Od 1967 do 1970 studiowała na studiach aspiranckich na Uniwersytecie Moskiewskim, gdzie w 1972 uzyskała stopień naukowy kandydata nauk filozoficznych z zakresu estetyki polskiej, broniąc pracy pt. "Główne zasady analizy dzieła sztuki w polskiej estetyce". W latach 1971–1989 wykładała w Wileńskim Instytucie Inżynieryjno-Budowlanym (od 1976 jako docent).

### Działalność społeczna i polityczna
W 1988 przyłączyła się do Ruchu na Rzecz Przebudowy "Sąjūdis", zasiadając w jego Sejmie oraz wileńskiej Radzie Miejskiej ugrupowania. Zaangażowała się w działalność na rzecz społeczności karaimskiej. W latach 1988–1994 sprawowała funkcję przewodniczącej Wspólnoty Kulturalnej Litewskich Karaimów (lit. Lietuvos karaimų kultūros bendrija). Od kwietnia 1990 do 1994 stała na czele Departamentu Narodowości przy rządzie Republiki Litewskiej jako jego pierwsza dyrektor generalna. W latach 1992–1994 była przewodniczącą Towarzystwa Litewsko-Tureckiego (Lietuvos–Turkijos draugija). Od 1990 należy do Związku Pisarzy Litwy.

### Działalność dyplomatyczna
W wolnej Litwie poświęciła się dyplomacji. Była pierwszą kobietą na Litwie w randze ambasadora. Od 1994 do 1997 pełniła funkcję ambasadora nadzwyczajnego i pełnomocnego Litwy w Republice Estońskiej. W latach 1997–2004 pełniła analogiczną funkcję w Republice Tureckiej (od 2001 akredytowana również w Azerbejdżanie i Uzbekistanie). Po powrocie z misji w 2004 była doradcą prezydenta Valdasa Adamkusa do spraw polityki zagranicznej. W latach 2007–2011 była ambasadorem w Finlandii.

### Tłumaczenia
Od lat pracuje jako tłumacz. Przekłada na język litewski utwory tureckie, polskie i rosyjskie, a przede wszystkim tłumaczy z języków środkowoazjatyckich: azerskiego, kazachskiego, uzbeckiego i turkmeńskiego. Publikuje artykuły dotyczące tłumaczeń literackich, estetyki, teorii kultury oraz historii i kultury Karaimów.

### Rodzina
Mąż Mykolas Firkovičius (1924–2000) był inżynierem budowlanym, w czasach sowieckich nielegalnie sprawował funkcję karaimskiego duchownego, od 1992 przewodniczący Litewskiej Wspólnoty Religijnej Karaimów (lit. Lietuvos karaimų religinės bendruomenė). Dzięki jego staraniom wspólnota karaimska odzyskała budynek kienesy w Wilnie i wyremontowała kienesę w  Trokach. Napisał podręcznik języka karaimskiego oraz książeczki z modlitwami. Przetłumaczył, m.in. psalmy Dawida oraz Księgę Przysłów. Był jednym z twórców karaimskiego kalendarza 2001–2051. Córka Karina Firkavičiūtė jest jedną z najbardziej znanych badaczek karaimskiej kultury muzycznej.

## Wybrane publikacje
- Menas ir estetinis auklėjimas (praca zbiorowa), wyd. Mintis, Wilno 1989, ISBN 5-417-00222-4
- Lietuvos Karaimai: Totorių ir karaimų įsikūrimo Lietuvos Didžiojoje Kunigaikštysteje 600 metų jubiliejaus leidinys, wyd. Baltos lankos, Wilno 1997, ISBN 978-99-868611-1-9
- Rozmówki polsko-karaimsko-litewskie, wyd. Bitik Oficyna Wydawnicza Związku Karaimów Polskich, Wrocław, 2011, ISBN 978-83-920068-9-3.

## Nagrody i odznaczenia
- Krzyż Komandorski Orderu Wielkiego Księcia Giedymina (Litwa, 1997)[8]
- Order Krzyża Ziemi Maryjnej II klasy (Estonia, 1998)[9]
- Medal Niepodległości Litwy (Litwa, 2000)[8]
- Medal Ministerstwa Spraw Zagranicznych Litwy "Za zasługi w służbie dyplomatycznej Republiki Litewskiej" (Litwa, 2004)
- Krzyż Komandorski Orderu "Za zasługi dla Litwy" (Litwa, 2003)[8]
- Odznaka honorowa Ministerstwa Spraw Zagranicznych Litwy "Gwiazda Tysiąclecia" (lit. Tūkstantmečio žvaigždė) (Litwa, 2009)
- Odznaka honorowa Ministerstwa Kultury Litwy "Nieś swoje światło i wierz" (Litwa, 2014)[10]
- Krzyż Kawalerski Orderu Zasługi Rzeczypospolitej Polskiej (2024)[11]